# Captain America: Brave New World
Captain America: Brave New World è un film del 2025 co-scritto e diretto da Julius Onah.
Basato sul personaggio di Sam Wilson di Marvel Comics, è il 35º film del Marvel Cinematic Universe (MCU) e sequel di Captain America: Civil War (2016), nonché continuazione della miniserie televisiva The Falcon and the Winter Soldier (2021).
Si tratta della prima pellicola con protagonista Sam Wilson / Captain America, interpretato da Anthony Mackie, e nel cast sono presenti anche Danny Ramirez, Shira Haas, Xosha Roquemore, Carl Lumbly, Giancarlo Esposito, Liv Tyler, Tim Blake Nelson e Harrison Ford.

## Trama
Cinque mesi dopo l'elezione di Thaddeus Ross a Presidente degli Stati Uniti, Sam Wilson e Joaquin Torres intercettano con successo una vendita illegale di adamantio in Messico rubato dalla Serpent Society, una squadra di operazioni speciali guidata da Sidewinder; la vendita viene sventata, ma Sidewinder riesce a sfuggire, senza aver incontrato il compratore.
Come ricompensa, Wilson presenta Torres a Isaiah Bradley. Allo stesso tempo, Wilson riceve una telefonata da Ross, che lo invita alla Casa Bianca, portando con sé Torres e Bradley. Alla Casa Bianca, Ross parla a Wilson del suo piano di riformare gli Avengers, oltre a scegliere il nuovo Captain America come volto del trattato sull'adamantio per evitare una corsa agli armamenti. Durante un discorso sull'accordo rivolto ai leader internazionali lì presenti, Bradley e altri quattro uomini della sicurezza, in uno stato di trance, attaccano Ross. Bradley viene successivamente arrestato e Wilson è allontanato dalle indagini su ordine di Ross poiché troppo coinvolto emotivamente.
Wilson e Torres successivamente decidono di indagare per conto loro; durante le indagini, Wilson viene assalito da Sidewinder, ma riesce a neutralizzarlo e catturarlo. Torres, dopo aver notato dalle telecamere della Casa Bianca uno strano flash sul telefono di Bradley e degli altri attentatori e una musica di sottofondo prima dell'attentato, capisce che erano sotto controllo mentale e rintraccia una chiamata sul telefono di Sidewinder a Camp Echo One, un sito segreto nascosto nel West Virginia, legato al misterioso compratore.
Giunti sul posto, i due scoprono che Samuel Sterns, imprigionatovi dopo essere stato infettato dal sangue di Hulk e pubblicamente incolpato da Ross della distruzione di Harlem da parte di Abominio, ha usato il controllo mentale su Bradley per attaccare il Presidente, dopo che questi aveva rinnegato la sua promessa di rilasciarlo. Anche le indagini dell'agente Ruth Bat-Seraph, il capo della sicurezza di Ross ed ex Vedova Nera, la portano al sito e il trio fugge dopo aver respinto un team di soldati controllati da Sterns; prima di fuggire, Torres riesce ad ottenere una copia del programma di controllo mentale per creare una cura.
All'Isola Celestiale (ovvero i resti delle spoglie di Tiamut), nell'Oceano Indiano, Wilson e Torres impediscono a due piloti americani controllati da Sterns di attaccare la flotta giapponese e prevenire il suo piano di scatenare una guerra tra il Giappone e gli Stati Uniti; nonostante il successo della missione, Torres rimane ferito. Nel corso dell'attacco, inoltre, Wilson scopre che Ross in passato aveva appreso che stava morendo per insufficienza cardiaca e quindi aveva costretto Sterns a creare delle pillole che gli avrebbero prolungato le aspettative di vita, promettendogli in cambio il perdono una volta eletto Presidente: il motivo per cui il militare ha rinnegato l'accordo con lo scienziato è stato il timore che egli non avrebbe più prodotto le pillole, portando alla rabbia di Sterns e ai suoi piani di vendetta. Nel frattempo Dennis Dunphy, un amico a cui Wilson aveva chiesto di indagare, scopre che le pillole assunte da Ross contengono radiazioni gamma, ma non riesce ad informarlo prima di essere intercettato e ucciso da Sterns.
Prima di farsi arrestare davanti a Wilson, Sterns espone i crimini di Ross durante una conferenza stampa pubblica, facendo sì che lo stress generato lo induca a trasformarsi in Red Hulk, ottenendo la sua vendetta. Wilson arriva in tempo per impedire la strage e attira Ross nel parco di ciliegi a Washington, nel tentativo di usare i ricordi del presidente con sua figlia Betty per fermare la sua furia. Usando l'energia cinetica immagazzinata nelle sue ali di vibranio, Wilson abbatte Ross, per poi farlo ragionare e calmare, permettendogli di tornare alla normalità.
In seguito Bradley viene scagionato, il trattato sull'adamantio viene ratificato, Ross si consegna alle autorità e viene incarcerato al Raft, dove Wilson e Betty gli fanno visita; Torres, ormai in fase di guarigione, viene in seguito invitato da Wilson ad unirsi alla nuova squadra degli Avengers.
In una scena dopo i titoli di coda, Wilson visita Sterns in prigione e questi lo avverte di un attacco in arrivo da altri mondi.

## Personaggi
- Sam Wilson / Captain America, interpretato da Anthony Mackie: un membro degli Avengers e un ex-militare specializzato in combattimenti aerei grazie a una speciale tuta alata.[1]
- Joaquin Torres / Falcon, interpretato da Danny Ramirez: un membro della US Air Force alleato di Wilson, che assume il ruolo di Falcon.[2][3]
- Ruth Bat-Seraph, interpretata da Shira Haas: una ex Vedova Nera israeliana e funzionaria di alto rango del governo degli Stati Uniti.[2][4]
- Leila Taylor, interpretata da Xosha Roquemore: un agente segreto degli Stati Uniti.[5][6][7]
- Isaiah Bradley, interpretato da Carl Lumbly: un super soldato afroamericano che ha combattuto nella guerra di Corea.[2]
- Seth Voelker / Sidewinder, interpretato da Giancarlo Esposito: uno scienziato e il leader della Società dei serpenti.[8][9][10]
- Betty Ross, interpretata da Liv Tyler: una scienziata, ex-fidanzata di Bruce Banner e figlia di Thaddeus Ross.[11][12]
- Samuel Sterns / Capo, interpretato da Tim Blake Nelson: un biologo cellulare che è stato accidentalmente contaminato dal sangue di Bruce Banner durante gli eventi accaduti ne L'incredibile Hulk (2008), garantendogli un'intelligenza sovrumana.[2][13]
- Thaddeus "Thunderbolt" Ross / Red Hulk, interpretato da Harrison Ford: il nuovo Presidente degli Stati Uniti d'America, ex-segretario di Stato degli Stati Uniti ed ex-generale dell'esercito statunitense, che ha tentato per anni di catturare Bruce Banner.[14][15][6][16][17] Ross vuole lavorare con Captain America per ricostruire gli Avengers.[18][19] Ford ha interpretato Red Hulk tramite motion capture.[20]

Inoltre Sebastian Stan compare in un cameo nei panni di Bucky Barnes, Jóhannes Haukur Jóhannesson interpreta Copperhead, William McCullough interpreta Dennis Dunphy, mentre Takehiro Hira appare nel ruolo del primo ministro Ozaki. Phuong Kubacki fa parte del cast nel ruolo di un assistente presidenziale.
Fa parte del cast anche Rosa Salazar, che interpreta Rachel Leighton / Diamante, anche se la sua scena è stata tagliata dal film.

## Produzione

### Sviluppo
Il presidente dei Marvel Studios, Kevin Feige, ha dichiarato nell'ottobre 2015 che Captain America: Civil War (2016) sarebbe stata la conclusione della trilogia di Captain America, dopo Captain America - Il primo Vendicatore (2011) e Captain America: The Winter Soldier (2014), con protagonista Chris Evans nel ruolo di Steve Rogers. Civil War è stato l'ultimo film autonomo di Captain America sotto contratto con Evans, il quale era disponibile a estendere il suo contratto oltre Avengers: Infinity War (2018) e Avengers: Endgame (2019). Nel gennaio 2021, secondo quanto riferito, Evans era vicino a firmare un accordo per riprendere il ruolo di Steve Rogers in almeno un progetto. Si è detto che il coinvolgimento di Evans sarebbe stato simile al modo in cui la star del Marvel Cinematic Universe Robert Downey Jr. ha avuto ruoli secondari nei panni di Tony Stark / Iron Man in altri franchise cinematografici, tra cui Civil War, dopo la serie di film Iron Man. Evans ha detto subito che il rapporto era "una novità per lui".
Nell'ottobre 2018, i Marvel Studios stavano sviluppando una serie limitata per Disney+ con Sam Wilson / Falcon di Anthony Mackie e Bucky Barnes / Soldato d'Inverno di Sebastian Stan dai film del MCU. Malcolm Spellman è stato assunto come scrittore capo della serie, che è stata annunciata come The Falcon and the Winter Soldier nell'aprile 2019. Dopo che Rogers ha lasciato in eredità il suo scudo e il mantello di Captain America a Wilson in Endgame, la serie mostra Wilson che accetta il ruolo e fa i conti con le implicazioni dell'essere un Captain America nero. Prima della première della serie, Mackie ha detto che non c'erano state discussioni riguardo a una seconda stagione e non era sicuro di quando sarebbe apparso nuovamente in un film del MCU a causa della pandemia di COVID-19. Anche la regista della serie Kari Skogland non era sicura se ci sarebbe stata una seconda stagione, dicendo che aveva raccontato la storia che voleva con la prima stagione, ma c'erano più storie e personaggi da esplorare se fosse stata realizzata una seconda. Il produttore Nate Moore ha detto che la serie esplora argomenti "sempreverdi" che si prestavano a ulteriori esplorazioni e crea idee per una potenziale seconda stagione. Feige ha detto che c'erano idee su un'eventuale seconda stagione, ma la Marvel intendeva che la serie portasse prima ai film del MCU, come hanno fatto con l'altra serie Disney+ WandaVision (2021).
Il film è stato annunciato col titolo di Captain America: New World Order il 23 aprile 2021, nel giorno in cui è stato pubblicato l'episodio finale di The Falcon and the Winter Soldier, dove per l'appunto Sam Wilson accetta l'eredità di Steve Rogers, diventando di fatto il nuovo Captain America. Il film è stato scritto da Malcolm Spellman e Dalan Musson, rispettivamente creatore e showrunner della serie live-action Disney+ e co-sceneggiatore di alcuni episodi della stessa. Il ritorno di Evans nei panni di Rogers sarebbe stato eventualmente in un progetto diverso. Mackie ha detto che non era a conoscenza di piani per un film o una seconda stagione di The Falcon and the Winter Soldier, ma era entusiasta di vedere cosa sarebbe successo dopo, e ha detto che sarebbe stato monumentale per lui essere il protagonista di un film MCU, in particolare come attore nero. Mackie ha negoziato un accordo per recitare nel film nei mesi successivi, e ha firmato in agosto. In seguito ha dichiarato che sarebbe stato entusiasta di realizzare una seconda stagione di The Falcon and the Winter Soldier con Stan e il loro co-protagonista Daniel Brühl, ed era deluso dal fatto di recitare nel suo film senza di loro.

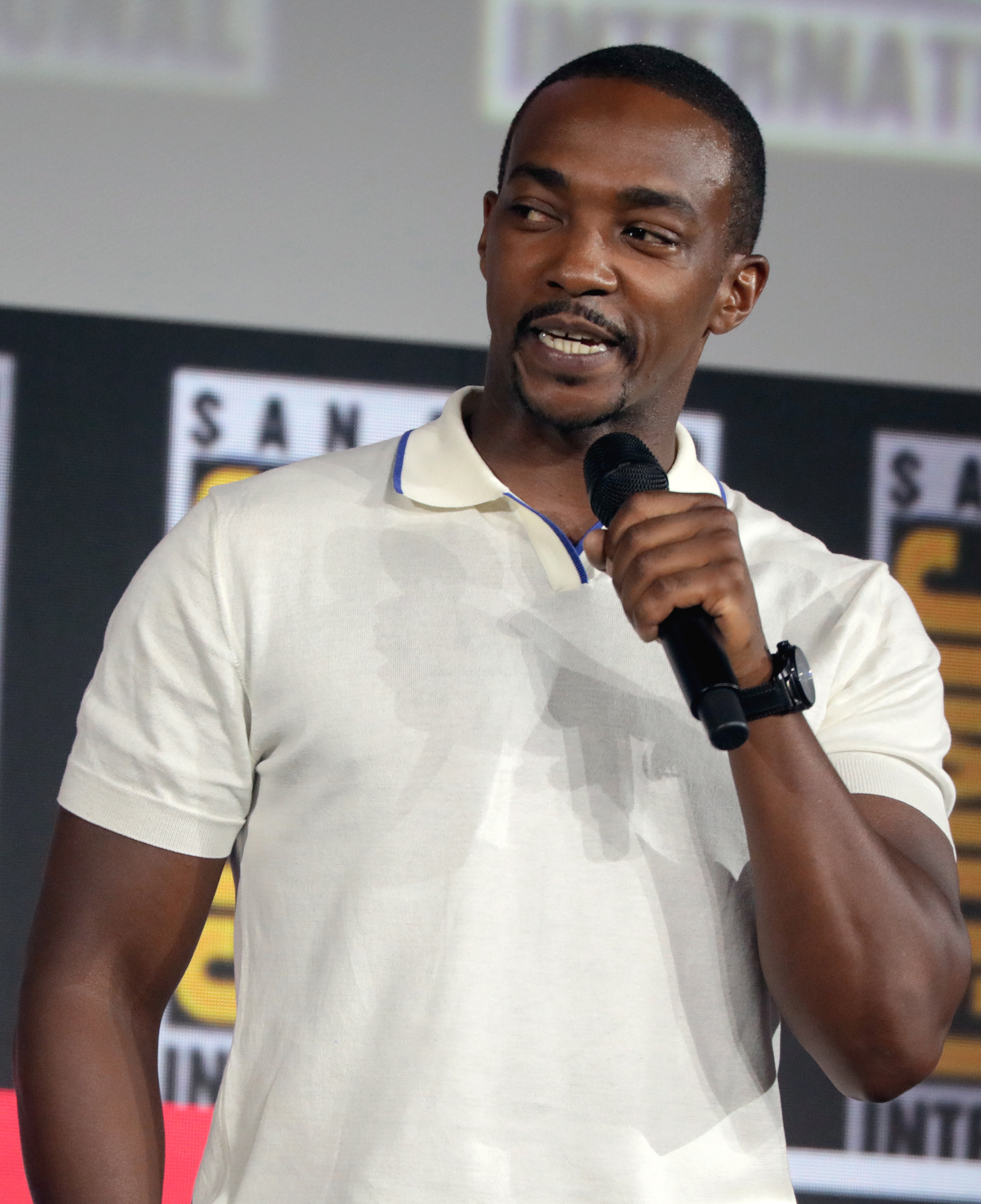
Anthony Mackie, interprete di Sam Wilson / Captain America al San Diego Comic-Con International del 2019

### Pre-produzione
L'8 luglio 2022 Julius Onah è stato annunciato come regista della pellicola. Il 10 settembre 2022, in occasione del D23, è stato annunciato l'ingresso nel cast di Tim Blake Nelson, che avrebbe ripreso il ruolo di Samuel Sterns / Capo, già interpretato ne L'incredibile Hulk (2008), come villain della pellicola, Shira Haas, nel ruolo di Sabra, di Carl Lumbly, che sarebbe tornato a interpretare Isaiah Bradley dopo The Falcon and the Winter Soldier e di Danny Ramirez nel ruolo di Joaquin Torres / Falcon. Il 17 ottobre 2022 è stato annunciato che Harrison Ford avrebbe sostituito William Hurt nel ruolo di Thaddeus "Thunderbolt" Ross. La pre-produzione è iniziata il 7 novembre 2022, e il 18 novembre Gersha Phillips è diventata la costumista della pellicola. Il ruolo di direttore della fotografia è stato affidato a Kramer Morgenthau, mentre Ramsey Avery è lo scenografo, dopo aver precedentemente lavorato a Guardiani della Galassia Vol. 2 (2017) e Spider-Man: Homecoming (2017). Il 20 gennaio 2023 si è unita al cast Xosha Roquemore in un ruolo chiave.

### Riprese
Le riprese sono cominciate il 21 marzo 2023 ad Atlanta, in Georgia, col titolo provvisorio Rochelle Rochelle, e sono terminate il 30 giugno 2023; sono state girate delle scene anche a Washington, dove la produzione si è spostata a fine giugno 2023. Pochi giorni dopo l'inizio delle riprese è stato rivelato che Liv Tyler avrebbe ripreso il ruolo di Betty Ross, che ha interpretato ne L'incredibile Hulk. Con lo sciopero degli sceneggiatori del maggio 2023 la produzione ha deciso di continuare ugualmente le riprese del film come programmato e aggiungere le eventuali correzioni durante il periodo di riprese aggiuntive.
Delle foto dal set hanno mostrato la presenza nel cast di Rosa Salazar e del wrestler Seth Rollins, anche se quest'ultimo ha successivamente dichiarato che non avrebbe più fatto parte del film, a causa delle riscritture della sceneggiatura e delle riprese aggiuntive. Il 6 giugno Mackie ha mostrato sui suoi canali social il nuovo logo del film, rivelando che il titolo della pellicola, precedentemente intitolata Captain America: New World Order, sarebbe stato cambiato in Captain America: Brave New World. A fine maggio 2024 sono iniziate le riprese aggiuntive ad Atlanta, che sono terminate il 30 giugno successivo. Il budget di produzione del film è stato di 180 milioni di dollari.

### Post-produzione
Matthew Schmidt e Madeleine Gavin sono i montatori del film, con Schmidt che aveva già lavorato in precedenza a varie pellicole del Marvel Cinematic Universe. Il giornalista Jeff Sneider ha riferito che il film non è stato accolto bene in una prima proiezione di prova, che tre sequenze principali erano state tagliate e che i Marvel Studios avevano in programma riprese aggiuntive che si sarebbero svolte da gennaio 2024 fino a maggio o giugno. A dicembre, Matthew Orton è stato assunto per scrivere materiale aggiuntivo per le riprese, che sarebbero dovute durare da febbraio a maggio 2024. Orton ha precedentemente lavorato come scrittore e produttore consulente della miniserie dei Marvel Studios Moon Knight (2022).
Nel febbraio 2024, Mark Ruffalo ha detto che avrebbe ripreso il ruolo di Bruce Banner / Hulk nel film. Variety ha riferito presto che Ruffalo aveva capito male e non sarebbe apparso nel film. Il rapporto rivelava che erano in corso speculazioni sul potenziale ruolo di Ruffalo nel film a causa del numero di personaggi da L'incredibile Hulk già confermati che sarebbero apparsi, così come le voci secondo cui Thaddeus Ross di Ford si sarebbe trasformato in Red Hulk nel film. Ad aprile, Feige e Mackie hanno descritto il film come un "thriller d'azione con i piedi per terra" senza alieni, più simile nel tono a Captain America: The Winter Soldier rispetto ad alcuni recenti film del MCU. Mackie ha aggiunto che gli spettatori non avevano bisogno di aver visto L'incredibile Hulk per guardare il film, affermando che Brave New World era un "reset" del MCU che avrebbe stabilito nuovi temi e antagonisti per l'universo che va avanti.
Nel maggio 2024, con l'inizio delle riprese aggiuntive, è stato annunciato che Giancarlo Esposito avrebbe fatto parte del film. Gli effetti visivi sono stati realizzati da Weta FX, Digital Domain, UPP e OPSIS, con Alessandro Ongaro come supervisore. A fine luglio 2024 è stato annunciato che Esposito avrebbe interpretato Seth Voelker / Sidewinder, ed è stato rivelato che Thaddeus Ross si sarebbe trasformato in Red Hulk. Nel novembre 2024 è stata resa nota la presenza di Jóhannes Haukur Jóhannesson nel cast, ed è stato rivelato che Mackie sarebbe stato un produttore esecutivo. Nel gennaio 2025 la sceneggiatura è stata accreditata a Rob Edwards, Malcolm Spellman, Dalan Musson, Julius Onah e Peter Glanz.

## Colonna sonora
Nell'agosto 2024 è stato annunciato che le musiche del film sono state composte da Laura Karpman, che aveva già composto le colonne sonore delle serie televisive What If...? (2021-2024) e Ms. Marvel (2022), e del film The Marvels (2023).

## Promozione
Il primo teaser trailer è stato distribuito online il 12 luglio 2024, mentre il trailer ufficiale è stato pubblicato il 9 novembre successivo.

## Distribuzione

### Data di uscita
Inizialmente previsto prima per il 3 maggio 2024, poi per il 26 luglio 2024, il film è uscito nelle sale cinematografiche italiane il 12 febbraio 2025, mentre negli Stati Uniti il 14 febbraio.

### Edizione italiana
La direzione del doppiaggio e i dialoghi italiani sono stati curati da Massimiliano Alto e Philippe Morville.

## Accoglienza

### Incassi
A fronte di un budget di 180 milioni di dollari, il film ha incassato 200500001 $ in Nord America e 214601576 $ nel resto del mondo, per un totale di 415101577 $, superando l'incasso di Captain America - Il primo Vendicatore. In Italia ha incassato 6132253 €.

### Critica
Il film ha ricevuto recensioni miste da parte della critica, per lo più negative. Sull'aggregatore di recensioni Rotten Tomatoes ha un indice di gradimento del 46% basato su 364 recensioni, con un voto medio di 5,4 su 10; il consenso critico del sito afferma: «Anthony Mackie assume abilmente il mantello e lo scudo di Cap, ma Brave New World è troppo scontato e pieno di easter egg poco interessanti per essere considerato una degna avventura a sé stante per questo nuovo leader dei Vendicatori». Su Metacritic ottiene un punteggio di 42 su 100 basato su 56 recensioni.
Brandon Yu del New York Times ha criticato la pellicola per la sceneggiatura rigida, il contenuto privo di fascino, e gli effetti visivi scadenti. Kevin Maher del quotidiano The Times ha definito il film come "insensato e confuso", mentre Michael Phillips del Chicago Tribune scrive che «non sembrerebbe affatto umano se non fosse per il convincente legame emotivo stabilito tra Mackie e Carl Lumbly nei panni di Isaiah». In Italia, Emanuele Di Porto su Sentieri Selvaggi promuove il lungometraggio scrivendo che «La linearità di Captain America: Brave New World si tiene saggiamente lontano dalla magniloquenza dei titoli che lo avevano preceduto. Tutti accettano il rischio di perdere qualcosa sul lato del coraggio pur di essere più accattivanti e più divertenti».